# Струтинський Микола Володимирович
Микола Володимирович Струтинський (1 квітня 1920, Тучин, Рівненська область — 11 липня 2003, Черкаси) — письменник, більшовицький журналіст, відомий радянський розвідник. Лауреат літературної премії імені М. Кузнецова.

## Біографія
Народився в місті Тучин, Рівненської області. Очолював диверсійну групу сталіністів, яка була сформована сім'єю Струтинських, братами Ростиславом, Георгієм та їхнім батьком Володимиром, на початку війни у 1941 р.
До війни Микола Струтинский був наймитом. Мати Миколи Струтинського, Марфа Іллівна, благословила в партизани шістьох синів, сама билася з німцями і загинула 6 березня 1943 року під час виконання завдання партизанського командування з виявлення точного місцезнаходження райхскомісара України Еріха Коха.
Її чоловік і сини на той час уже створили партизанську групу, яка вивчила Невірківський і Липенський ліси, зібрала зброю і боєприпаси, потім поповнилася родиною Янчуків та іншими земляками. Група перерізала телефонний зв'язок, знищувала німецьких солдатів і поліцаїв.
17 вересня 1942 року люди Струтинського випадково зустрілися в лісі з загоном, на чолі з Дмитром Медведєвим, який пізніше описав цю зустріч у своїй книзі «Це було під Ровно». Загін Струтинского на той час налічував 51 бійця і приєднався до загону Медведєва.
Микола Струтинський здійснював зв'язок між загоном Дмитра Медведєва і сталінським підпіллям Миколи Остафова, його брат Георгій Струтинський був особистим охоронцем Ніколая Кузнецова.
У жовтні 1944 року в Кремлі Калінін вручив Миколі Струтинському орден Леніна, а братові Георгію — орден Червоного Прапора за успішні диверсійні акції.
Після війни Струтинський проходив службу в органах КДБ Львівської області. Написав повісті «Дорогою безсмертя», «На берегах Горині і Случі», «На межі безсмертя». Багато часу полковник КДБ присвятив пошуку місця поховання Кузнецова і відновленню історичної справедливості відносно його імені, натрапляючи на протидію колег і партійного керівництва.
З 1981 по 1993 рік — директор Львівського національного літературно-меморіального музею Івана Франка.
Останні роки свого життя Микола Струтинський прожив у Черкасах, де продовжував писати книги, брав участь в політичному житті як член Соціалістичної партії України.
У травні 2003 року Придніпровська райрада Черкас рекомендувала кандидатуру М.Струтинського на присвоєння звання «Герой України».
Поховали Миколу Струтинського у місті Черкаси.

## Книги
- «На берегах Горыни и Случи», Львів, «Каменяр», 1966, — 175 с.
- «Подвиг»,
- «Дорогой бессмертия»,
- «На грани смерти», Також автор численних публікацій у газетах та журналах.